# Назаренко-Благая, Юлия Юрьевна
Юлия Юрьевна Иванова (Назаренко-Благая) (род. 22 июля 1977, Иваново, РСФСР, СССР) — российская актриса театра и кино, снявшаяся в более чем 45 картинах, поэт, член Союза Писателей России, член Гильдии актёров кино России.

## Биография
Юлия Назаренко-Благая родилась 22 июля 1977 года, в городе Иваново. 
Отец, Юрий Михайлович Иванов, был с тремя высшими образованиями: экономическим, инженерным и режиссёрским. Мать, Нина Михайловна Иванова, работала актрисой в театре. С детства Юлия увлекалась творчеством: играла в народном театре, выступала в домах культуры, неоднократно становилась лауреатом конкурсов чтецов. В подростковом возрасте начала писать стихи, стала участником творческих встреч поэтов города Иваново, где местные поэты зачитывали каждый месяц друг другу свои произведения. Она стала также публиковаться в местных газетах.
В 1994 году, сразу после окончания школы, поступила в ГИТИС (нынешний РАТИ) и переехала в Москву. Поступила она на режиссёрский факультет к мастеру, народному артисту СССР, Андрею Александровичу Гончарову. В 1998 году закончила обучение в ГИТИС.
В 1999 году, Юлия снялась в видеоклипе Апиной Алёны «Тополя».
В этом же году, она дебютировала в полнометражном фильме «Два товарища», где сыграла роль Тани, за которую получила приз «За лучшую женскую роль», на Фестивале Детских и Юношеских Фильмов в Ялте. Затем Юлия Благая снялась и в своём первом сериале — «Марш Турецкого» в роли Нелли.

## Карьера
Первая роль, которая принесла актрисе известность — Таня и из фильма «Два товарища» 2000 года. Также за заметной ролью была роль царицы Марии Ильиничны в историческом сериале «Раскол» (2011 год) режиссёра Николая Досталя. Наиболее известена образом Риты Королёвой, старшей медсестры из комедийного сериала про врачей «Интерны» (с 2012 по 2016 год). С 2019 года стала автором и продюсером собственных фильмов.

## Фильмография
- 2000 — Граница. Таёжный роман — Катя  (4 серия)
- 2000 — Два товарища — Таня, подруга Валеры
- 2000 — Марш Турецкого — Надежда, жена Козлова (1 сезон)
- 2000 — Салон красоты — Зина
- 2000 — Триумф — эпизод
- 2001 — Времена не выбирают — Илона
- 2001 — Дальнобойщики — Лиза (19 серия)
- 2002 — Марш Турецкого — Нелли (2 сезон)
- 2002 — Юрики — Таня
- 2003 — Полосатое лето — секретарь
- 2004 — Под небом Вероны — Гусева
- 2004—2013 — Кулагин и партнёры — помощница адвоката
- 2005 — Аэропорт — Зоя (23 серия)
- 2007 — Судебная колонка — адвокат Грачёвой (11 серия)
- 2008 — Глухарь — мать Славика (41 серия)
- 2008 — Если нам судьба — Настя Власова, журналистка, дочь Александра Власова
- 2009 — Час Волкова-3 — Юлия (31 серия)
- 2010 — Классные мужики — Катя
- 2010 — Любовь и прочие глупости — Ирина (21 серия)
- 2011 — Раскол — царица Мария Ильинична
- 2011 — Час Волкова-5 — Вера Шумак (27 серия), Качанова (31 серия)
- 2011—2012 — Кровинушка — Сазонова
- 2012 — Братаны-3 — Елена Стожарова
- 2012 — Катина любовь — Оля
- 2012 — На прицеле — Прокофьева
- 2012 — С Новым годом, мамы! — Юля (новелла «Дочки-матери»)
- 2012 — Фёдоров — Татьяна Андреевна, учительница Славы
- 2012—2013 — Лорд. Пёс-полицейский — Настя
- 2012—2015 — Интерны — Маргарита Павловна Королёва, медсестра
- 2013 — Друзья друзей — Юля
- 2013 — Чудо — Антонина (новелла 4)
- 2013—2024 — СашаТаня — маникюрный мастер
- 2016—2017 — Провокатор — эпизод
- 2017 — Любимая — Таня, сестра Лены
- 2018 — Глаза в глаза — Ольга
- 2018 — Девочки не сдаются! — Наташа, стюардесса
- 2020 — Статья 105 — Юлия
- 2021 — Братья — Светлана
- 2021 — В поисках Валькирии — рассказчица
- 2021 — Гранд-5 — Люся, жена Виктора
- 2021 — Медиатор (1—2 сезоны) — врач
- 2021 — Шеф. Возвращение — Ольга Игоревна Зарецкая, любовница Митрофанова, глава администрации (3 и 4 серия)
- 2022 — Герой — жена
- 2022 — Неличная жизнь — Вера (нет в титрах)
- 2022 — Случайные встречи — Лера
- 2022 — Тест на верность — Мария
- 2023 — 23 августа — Марина Николаевна
- 2023 — Два холма-2 — Карла
- 2023 — Доктор Краснов — Ольга
- 2023 — Дурная кровь — Татьяна Елисеева
- 2023 — Любовь-морковь: Восстание машин — прокурор
- 2024 — Миша выше (в производстве) — Рита Анатольевна

## Режиссёрские работы
- 2021 — СтихиЯ

## Участие в видеоклипах
- 1999 — Алёна Апина — Тополя

## Литературный вклад
В 2014 году вышел сборник стихов «Я знаю, что такое счастье» (дополненные издания вышли в 2016 и 2019 году). Она является многократным лауреатом литературных премий, в том числе лауреатом конкурса «Звёздное перо» 2016 года. Юлия Благая — член Союза Писателей России.